# Kōji Mori
Kōji Mori (森 恒二, Mori Kōji) est un dessinateur de manga japonais. Il est né le 28 novembre 1966 à Tokyo.
Depuis 2011, sa deuxième série Suicide Island est publiée en français par Kazé.
Après le décès le 6 mai 2021 de Kentarō Miura, auteur de Berserk, le département éditorial du magazine de prépublication Young Animal annonce la reprise du manga pour le 24 juin 2022. Sa réalisation est confiée à son groupe d'assistants et d'apprentis du Studio Gaga et Kōji Mori, ami d'enfance de Miura, en assure la supervision. Miura aurait en effet confié à Mori « l'histoire de Berserk jusqu'à son grand finale ».

## Œuvres
- 2000 à 2008 : Holyland (ホーリーランド?), prépublié dans le magazine Young Animal
- 2008 à 2016 : Suicide Island (自殺島, Jisatsutō?), prépublié dans le magazine Young Animal
- 2010 à 2016 : Destroy and Revolution (デストロイ アンド レボリューション?), prépublié dans le magazine Young Jump
- Depuis 2017 : Sōsei no taiga (創世のタイガ?), prépublié dans le magazine Evening
- 2019 à 2022 : Muhōtō (無法島?), prépublié dans le magazine Young Animal